# NGC 197
NGC 197은 고래자리에 위치한 렌즈형 은하이다. 1863년 10월 16일, 독일인 천문학자 Albert Marth에 의해 발견되었다.

## 같이 보기
- NGC 1 ~ 999 목록